# Болгарский эсперантист (журнал)
«Болгарский эсперантист» (эсп. Bulgara Esperantisto) — болгарский журнал, орган Болгарского союза эсперантистов. Выходит с 1919 года на языке эсперанто.
Первыми редакторами были Асен Григоров и Захари Захариев, в 1930-е годы — Симеон Ст. Хесапчиев.

## Описание
Журнал является одним из старейших в Болгарии. За эти годы главными редакторами журнала было выдвинуто множество болгарских журналистов, ученых и филологов. Можно упомянуть имена Атанаса Данчева Атанасова, филолога, один из самых авторитетных эсперантистов в Болгарии, автора учебников и преподавателя эсперанто; профессора д-р Стояна Джуджева, исследователя фольклора, ученого с международной известностью, обладателя премии Гердера; преподавателя эсперанто в Софийском университете имени святого Климента Охридского Кунчо Велева; журналиста Алексея Хитрова и других.
В разное время в журнале были опубликованы литературные, лингвистические статьи и художественные произведения известных болгарских ученых, эсперантистов, таких как профессор Иван Шишманов, профессор Стефан Младенов, профессор Петр Динеков и многие другие. В течение своей истории журнал менял свою периодичность издания. В настоящее время выходит 4 раза в год на эсперанто, не только на организационные, но и на культурные, языковые и литературные темы. Его главный редактор Георгий Михалков, современный болгарский писатель, автор рассказов, повестей и пьес не только на болгарском, но и на эсперанто. Его произведения переведены с эсперанто на языки многих стран Европы, Азии и Америки. Он преподавал эсперанто в Софийском университете имени святого Климента Охридского и часто читает лекции по вопросам международного языка на конференциях и симпозиумах в разных странах.